# Eesti Vabaerakond
Die Eesti Vabaerakond (etwa Estnische Freie Partei) war eine Partei in der Republik Estland. Die EVA war eine populistische Partei mit liberal-konservativer Ausrichtung. Im August 2020 fusionierte sie mit der Elurikkuse Erakond (Biodiversitätspartei) zur Eesti Tulevikuerakond (Estnische Partei der Zukunft).

## Geschichte
Die Partei wurde am 20. September 2014 offiziell ins Leben gerufen. Sie hatte zu ihrer Blütezeit etwa 700 Mitglieder.
Bei der Parlamentswahl am 1. März 2015 trat sie erstmals an. Sie konnte mit einem Ergebnis von 8,7 % auf Anhieb die Fünf-Prozent-Hürde überspringen und mit acht Mandaten ins estnische Parlament (Riigikogu) einziehen. Bei der folgenden Wahl im Jahr 2019 gelang es der Partei nicht, ihre Mandate zu verteidigen. Sie kam nur noch auf 1,2 % der Wählerstimmen.

## Positionen
Die Kritik der Partei richtete sich vor allem gegen das etablierte Parteiensystem, das sich als Elitenprojekt vom Volk entfernt habe. Die Partei trat mit populistischen Losungen auf wie „Wir geben dem Volk den Staat zurück!“ und „Stoppt das Mästen der Parteien!“.
Die Partei vertrat konservative Grundwerte, betonte aber gleichzeitig den Freiheitsanspruch des Menschen. Sie stand zur Mitgliedschaft Estlands in der Europäischen Union und in der NATO.

## Wahlergebnisse
| Jahr | Stimmen | Anteil | Mandate | Platz |
| ---- | ------- | ------ | ------- | ----- |
| 2015 | 49.882  | 8,7 %  | 8/101   | 5.    |
| 2019 | 6.461   | 1,2 %  | 0/101   | 9.    |

| Jahr | Stimmen            | Anteil             | Mandate            | Platz              |
| ---- | ------------------ | ------------------ | ------------------ | ------------------ |
| 2019 | nicht teilgenommen | nicht teilgenommen | nicht teilgenommen | nicht teilgenommen |

## Vorsitzende und bekannte Mitglieder
Vorsitzender der Partei war bis April 2017 der langjährige Abgeordnete der konservativen Partei Isamaa ja Res Publica Liit Andres Herkel. Er wurde von dem Filmproduzenten Artur Talvik abgelöst, der Spitzenkandidat für die Parlamentswahl 2015 gewesen war, der der Partei selber aber erst 2017 beitrat. Allerdings kehrte Herkel bereits ein gutes Jahr später auf den Posten des Vorsitzenden zurück, um selber wiederum wenige Monate später durch Kaul Nurm ersetzt zu werden. Nach den Parlaments- und Europawahlen im Frühjahr, wurde Heiki Lill im Juni 2019 neuer (und letzter) Parteivorsitzender.
Prominente Mitglieder der Partei waren unter anderen der estnische Musiker, Schauspieler und Theaterregisseur Peeter Volkonski sowie der Schriftsteller Ülo Mattheus.